# Valse cognaat
Valse cognaten zijn twee of meer woorden in dezelfde taal of (vaker) in verschillende talen die zowel qua vorm als betekenis sterke overeenkomsten vertonen maar desondanks geen gemeenschappelijke etymologische wortel hebben zoals echte cognaten. Valse cognaten dienen met name te worden onderscheiden van valse vrienden, die meestal juist wel echte cognaten zijn.
Het bestaan van valse cognaten berust over het algemeen op toeval. In het Mbabaram, een Australische taal, bestaat een woord dog dat exact hetzelfde betekent als Engels dog 'hond'. Het eerste woord heeft zich echter ontwikkeld uit de Australische grondvorm *gudaga, terwijl het Engelse woord een heel andere herkomst heeft. Een ander voorbeeld is het Japanse werkwoord okoru, dat net als Engels occur 'gebeuren' betekent. Het Japanse woord is echter inheems, terwijl het Engelse woord is ontleend aan Latijns occurere.
Voorbeelden van valse cognaten die zijn ontstaan als gevolg van verschillende klankverschuivingen zijn het Latijnse werkwoord habere, dat 'hebben' betekent, en de West-Germaanse vormen die hiermee in betekenis overeenkomen zoals Duits haben, Engels have en Nederlands hebben. Als gevolg van de wet van Grimm hebben deze West-Germaanse vormen zich ontwikkeld uit de Indo-Europese wortel *keh₂p- 'pakken, grijpen'. Deze zelfde grondvorm is in het Latijn echter capere 'nemen, grijpen' geworden, wat dus de echte Latijnse cognaat is van de West-Germaanse vormen Ndl hebben, Duits haben en Engels have. Het gelijkvormige Latijnse werkwoord habēre 'hebben, houden' is anderzijds ontstaan uit de IE-wortel *gʰebʰ- 'geven', waaruit zich in het West-Germaans de vormen Ndl geven, Duits geben en Noord-Fries ji(i)w hebben ontwikkeld.
De letterlijke vertaling van het Nederlandse woord papa is in het ǃKung ba, in de Chinese talen bàba, in het Farsi baba en in het Frans papa. De vertaling van mama luidt má in het Navajo, māma in de Chinese talen, en daarnaast mama in zowel het Swahili Quechua als Engels. Deze sterke overeenkomst in vorm en betekenis heeft niets te maken met een gemeenschappelijke oorsprong, maar wel alles met het universele proces van taalverwerving. Van alle mogelijke spraakklanken zijn de bilabiale plosieven zoals b en p het makkelijkst te articuleren, terwijl a over het algemeen de meest basale klinker is.
Sommige historische taalkundigen geloven in de theorieën van het Nostratisch en/of het Proto-World. Dit houdt concreet in dat veel woorden in verschillende talen die nu als valse cognaten worden beschouwd in werkelijkheid toch echte cognaten
zouden kunnen zijn, waarvan de gemeenschappelijke wortel alleen verder teruggaat in het verleden dan momenteel bekend is. De vergelijkende methode is tot nu toe echter niet in staat gebleken om dergelijke hypotheses verder te onderbouwen.

## Valse cognaten in uiteenlopendetaalfamilies
- Het Arabisch-Hebreeuwse ʾaḵ / ʾāḥ 'broer' en het Mongoolse ах 'broer'
  - Arab/Hebr: uit Proto-Semitisch *ʾaḫ-, bij de wortel ʾ-ḵ-w; evenals Syrisch ’aħā’, Ethiopisch ʾəḫʷ, Tigrinya ḥawä enz.
  - Mongol: uit Proto-Mongools *aga-; evenals Dongxiang agva enz.
- Het Arabisch ʾānā 'ik' en het Gondische ana 'ik'
  - Arab: uit Proto-Semitisch *ʾanāku; evenals Hebreeuws ʾānōḵī, Akkadisch anāku enz.
  - Gondi: uit Proto-Dravidisch *yāṉ; evenals Brahui yā, Tulu yān, Tamil nāṉ enz.
- Het Arabische ʾarḍ 'aarde' en het Nederlandse aarde
  - Arab: uit Proto-Semitisch *ʾarṣ́-; evenals Hebreeuws ʾereṣ enz.
  - Ndl: uit Oudndl ertha, uit Oergermanisch *erþ-, dentaalafleiding bij *er-, waaruit Oudnoords jǫrfi ‘zandheuvel’
- Het Arabische šarīf 'sjarief, heer', letterlijk 'illuster, verheven', en het Engelse sheriff 'landelijke politiechef'
  - Arab: uit de wortel š-r-f ‘eer(vol), adel(lijk)’
  - Eng: uit Oudengels scīrgerēfa ‘districtsopzichter, baljuw van de provincie’, samenstelling van scīr ‘gouw’ en gerēfa ‘baljuw’, verwant met Ndl graaf
- Het Baskische elkar 'elkaar' en het Nederlandse elkaar
  - Bask: uit elkhar (naast alk(h)ar ~ arkal), uit *hark-har, reduplicatie uit de ergatief en de absolutief van het aanwijzend voornaamwoord *har ‘die, dat’
  - Ndl: syncope van elkander (= elk + ander)